# Calospila maeonoides
Calospila maeonoides is een vlindersoort uit de familie van de prachtvlinders (Riodinidae), onderfamilie Riodininae.
Calospila maeonoides werd in 1903 beschreven door Godman.